# Lubaczów (stacja kolejowa)
Lubaczów – stacja kolejowa w Lubaczowie, w województwie podkarpackim, w Polsce należąca do linii kolejowej nr 101.

## Ruch pasażerski
| Rok  | Wymiana pasażerska na dobę |
| ---- | -------------------------- |
| 2017 | 20-49                      |
| 2022 | 50-99                      |

W 1991 wybudowano peron. Na linii kolejowej nr 101 kursuje szynobus.

## Galeria

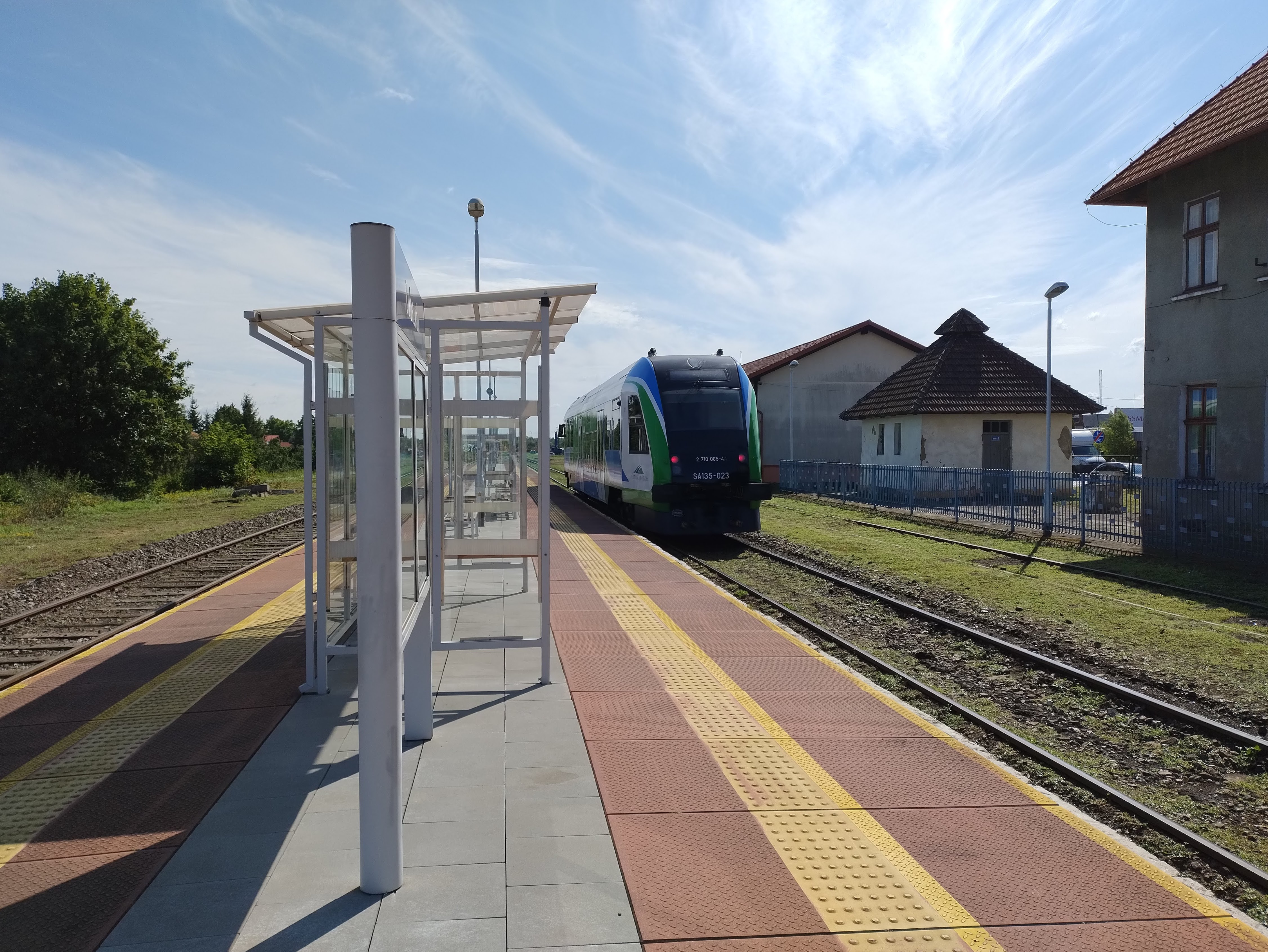
Peron stacyjny (2025)
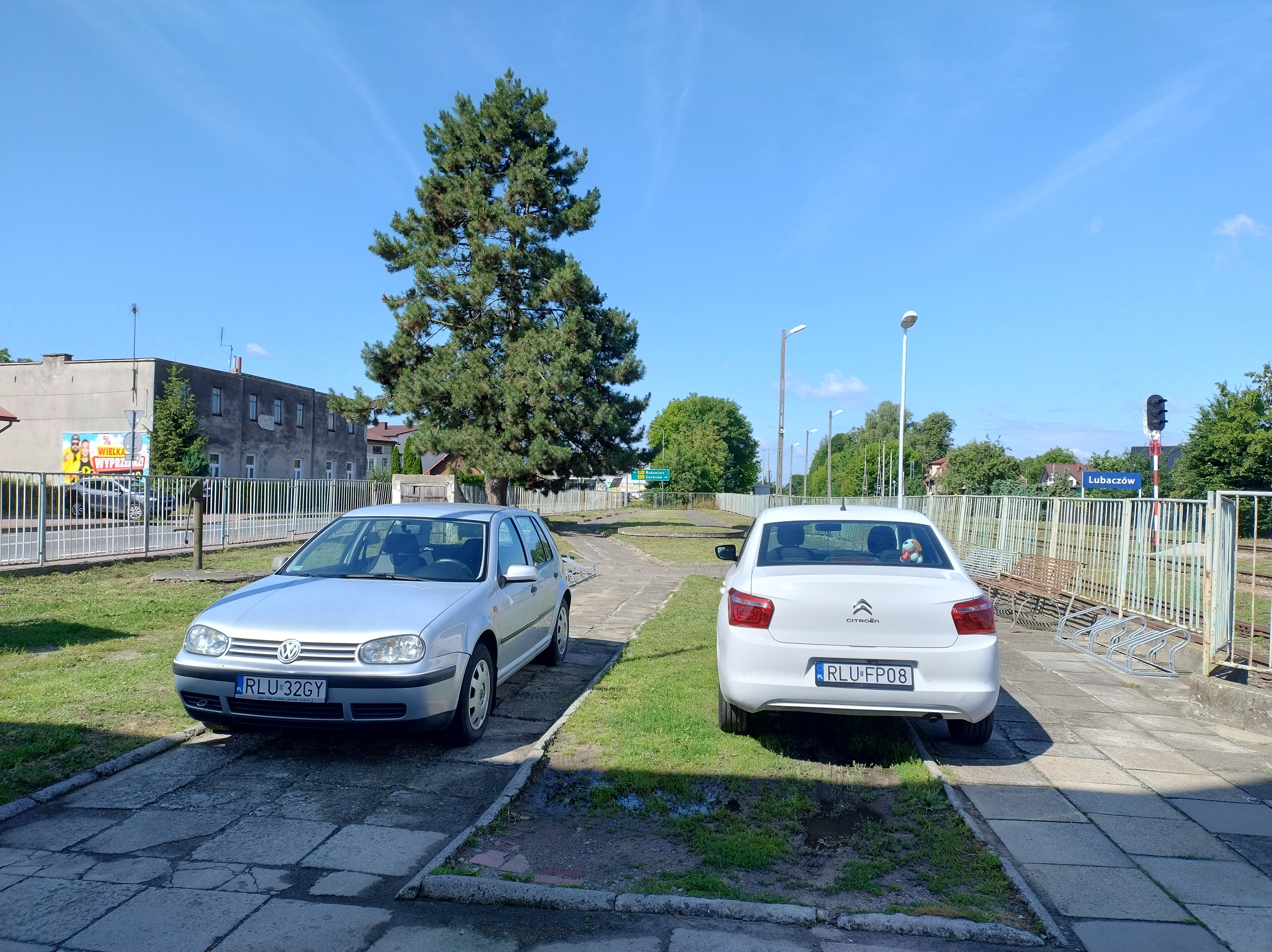
Skwer przy dworcu (2025)
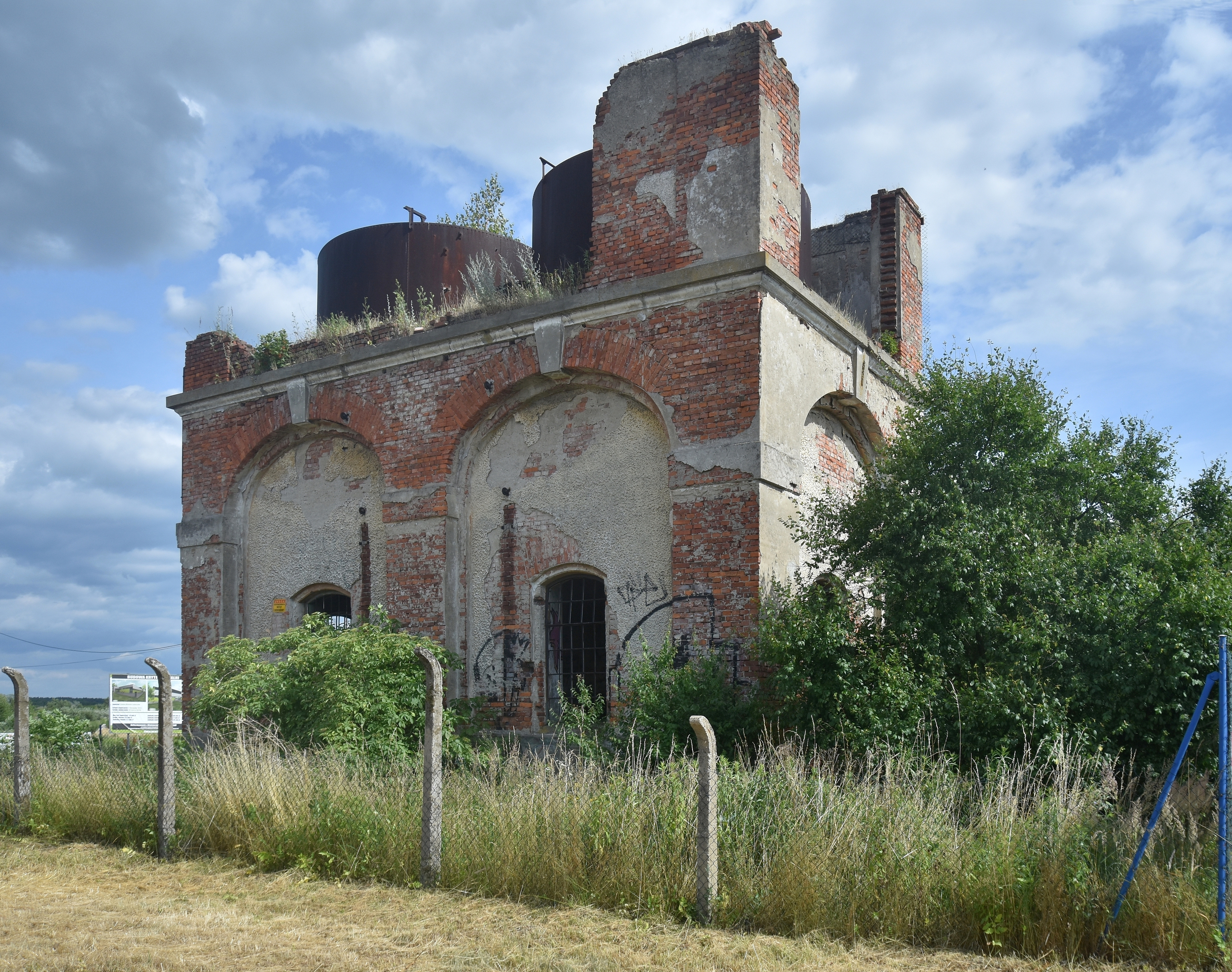
Wieża ciśnień (2019)
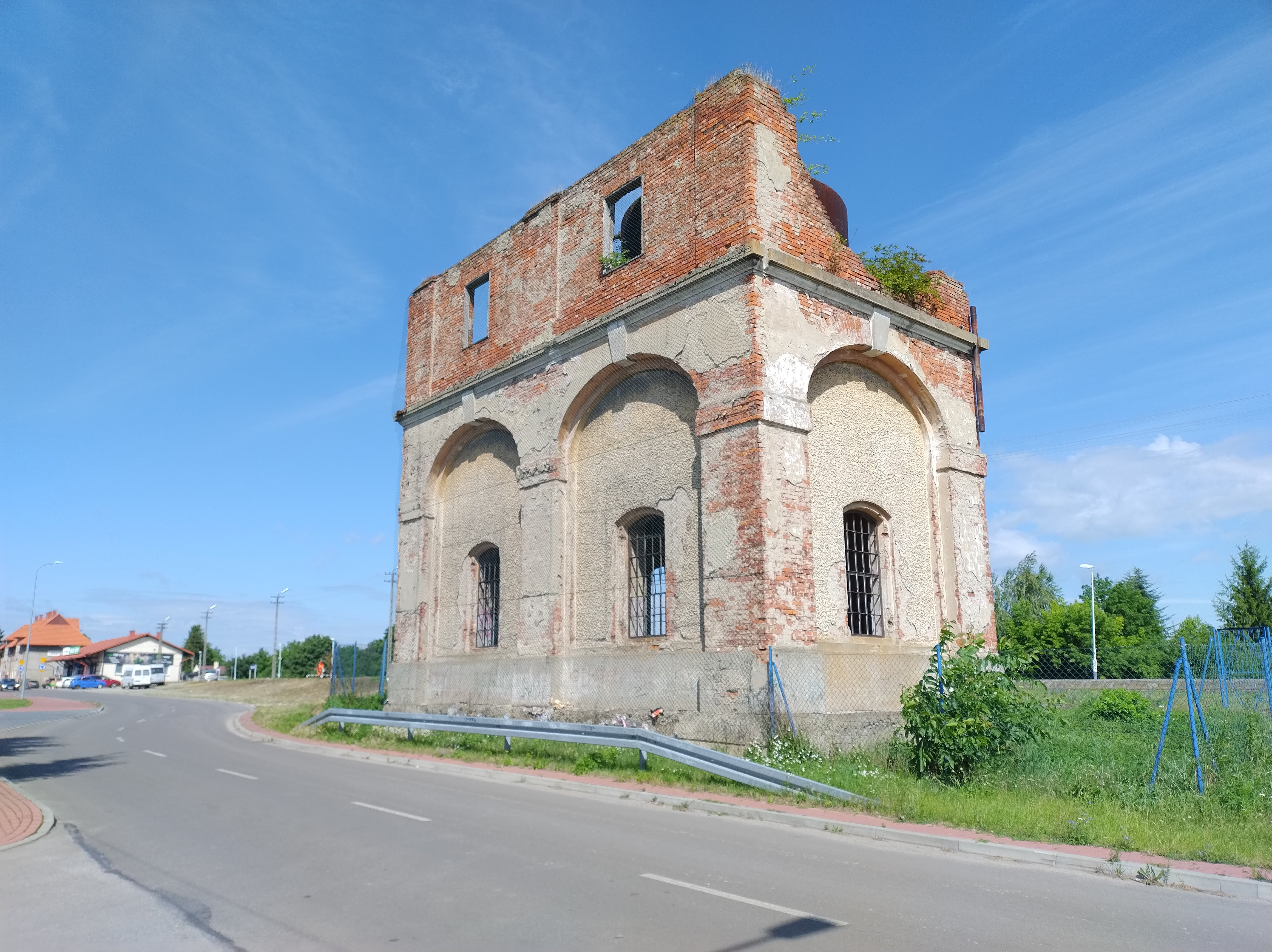
Wieża ciśnień (2025)